# Frederica de Hannover
Frederica de Hannover, reina de Grècia (Blakenburg a l'antic ducat de Brunsvic i actual land de Saxònia-Anhalt, 18 d'abril de 1917 - Madrid, Espanya, 6 de febrer de 1981), princesa de Hannover, Gran Bretanya i Irlanda i Reina consort de Grècia del 1947 al 1964.

## Orígens familiars
Nascuda el 1917 a Blakenburg, El Harz, actual Saxònia-Anhalt. Filla del duc Ernest August de Hannover i de Luneburg, Cap de la Casa Reial de Hannover i de la princesa Victòria Lluïsa de Prússia. Essent neta del príncep Ernest August de Hannover i de la princesa Thyra de Dinamarca per part de pare, mentre que per part de mare ho era del kàiser Guillem II de Prússia i de la princesa Augusta Victòria de Schleswig-Holstein-Sondenburg-Augustenburg.
En el moment del seu naixement ocupava el lloc 34 a la línia de successió al tron britànic, era Princesa de Hannover, del Regne de la Gran Bretanya i Irlanda, a part de ser duquessa de Brunsvic i Luneburg.

## Núpcies i descendents
La seva infantesa la passà majoritàriament a Àustria, a les possessions de la família hannoveriana a Gmunden (Alta Àustria), en un ambient distès però amb certes connexions amb el moviment nacionalsocialista. L'any 1937 s'anuncià el seu casament amb el príncep Pau I de Grècia, matrimoni que se celebrà el 8 de gener de 1938 a Atenes; tingueren tres fills:
- SAR la princesa Sofia, futura reina d'Espanya, nascuda el 1938 a Atenes. Es casà el 1962 a la capital grega amb el príncep i futur rei Joan Carles I d'Espanya.

- SM el rei Constantí II de Grècia, nascut el 1940 a Atenes. Es casà amb la princesa Anna Maria de Dinamarca el 1964 a Atenes.

- SAR la princesa Irene, nascuda el 1942 a Ciutat del Cap.

## Exili i mort
Visqué a l'exili des de 1941 fins al 1946 arran de l'ocupació del país per les tropes nazis, habitant a les ciutats del Caire i de Ciutat del Cap, on feu amistat amb el general Smuts. L'any 1946 retornà a Grècia i en fou proclamada reina l'any 1947 després de la mort del rei Jordi. A partir de llavors portà a terme una important tasca de desenvolupament econòmic del país. La mort del seu marit l'any 1964 l'apartà del poder, partint a l'exili l'any 1967 arran del cop dels coronels.
Malgrat tot, se la recordà a Grècia com una reina extremadament polititzada i com una persona que prengué clarament partit per un control del poder per part de la monarquia. Frederica despertà grans passions tant d'odi, fins i tot dintre de la seva família com en el cas del príncep Pere de Grècia, i grans passions. De caràcter fort i amb actituds ratllant la mala educació en certs moments.
Des de 1970 fins al 1974 visqué a l'Índia, on desenvolupà els seus coneixements sobre el món hinduista fins que el 1975 s'instal·là a Madrid, on morí el febrer de 1981 arran d'una aturada cardíaca durant el postoperatori d'una operació ocular. Fou enterrada al Palau Reial de Tatoi (Grècia).